# Iàrdan
Segons la mitologia grega, Iàrdan (grec antic Ιάρδανος, Iárdanos), va ser un rei de Lídia, pare d'Òmfale.
Una tradició el considera un mag, que amb els seus encanteris va fer que el seu enemic, el rei Cambles, o Camblites, devorés a la seva dona, de la gana tant forta que li va provocar.